# Wir schalten um auf Hollywood
Pour plus de détails, voir Fiche technique et Distribution.
Wir schalten um auf Hollywood est un film américain réalisé par Frank Reicher, sorti en 1931.

## Fiche technique
- Titre : Wir schalten um auf Hollywood
- Réalisation : Frank Reicher
- Scénario : Paul Morgan
- Direction artistique : Cedric Gibbons
- Montage : Adrienne Fazan
- Société de production : Metro-Goldwyn-Mayer
- Pays d'origine : États-Unis
- Genre : musical
- Date de sortie : 1931

## Distribution (dans leur propre rôle)
- Paul Morgan
- Buster Keaton
- Ramon Novarro
- Nora Gregor
- Oscar Straus
- Adolphe Menjou
- Heinrich George
- Dodge Sisters
- John Gilbert
- Egon von Jordan
- Parmi les acteurs non crédités :
- Wallace Beery
- Joan Crawford
- Sergei M. Eisenstein
- Gustav Fröhlich
- Hoot Gibson
- Anita Page
- Dita Parlo
- Norma Shearer